# Trung tâm Thương mại Đồng Xuân

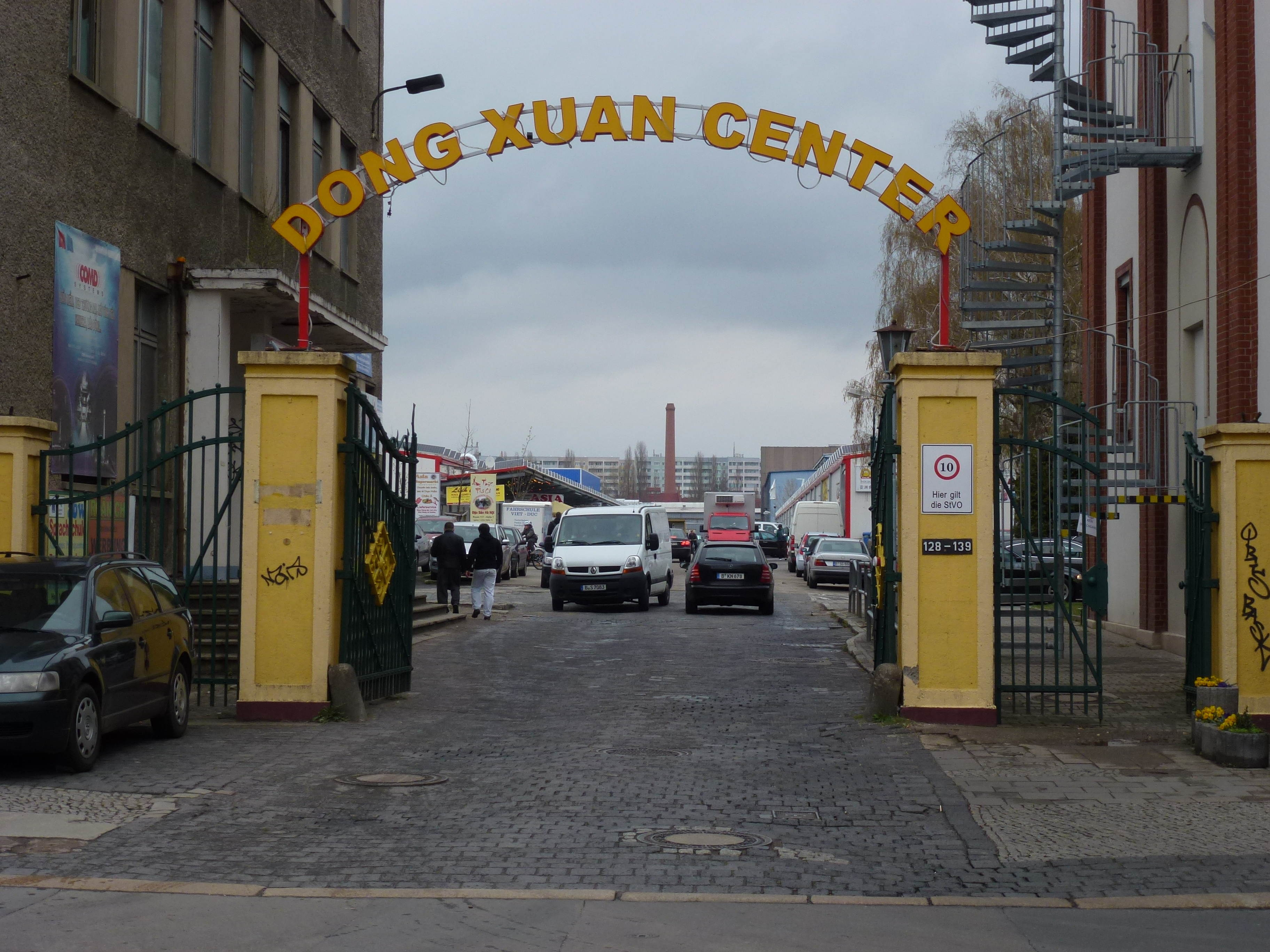
Cổng vào Trung tâm Thương mại Đồng Xuân

Trung tâm Thương mại Đồng Xuân hay Chợ Đồng Xuân (tiếng Đức: Dong Xuan Center) là một trung tâm bán buôn do người Việt điều hành trên đường Herzbergstrasse ở quận Lichtenberg thuộc Berlin, Đức. Được ông Nguyễn Văn Hiền thành lập từ năm 2005 và được đặt tên theo Chợ Đồng Xuân ở Hà Nội, đây được xem là trung tâm thương mại lớn nhất của người Việt tại Đức và là chợ Á châu lớn nhất thành phố.

## Lịch sử

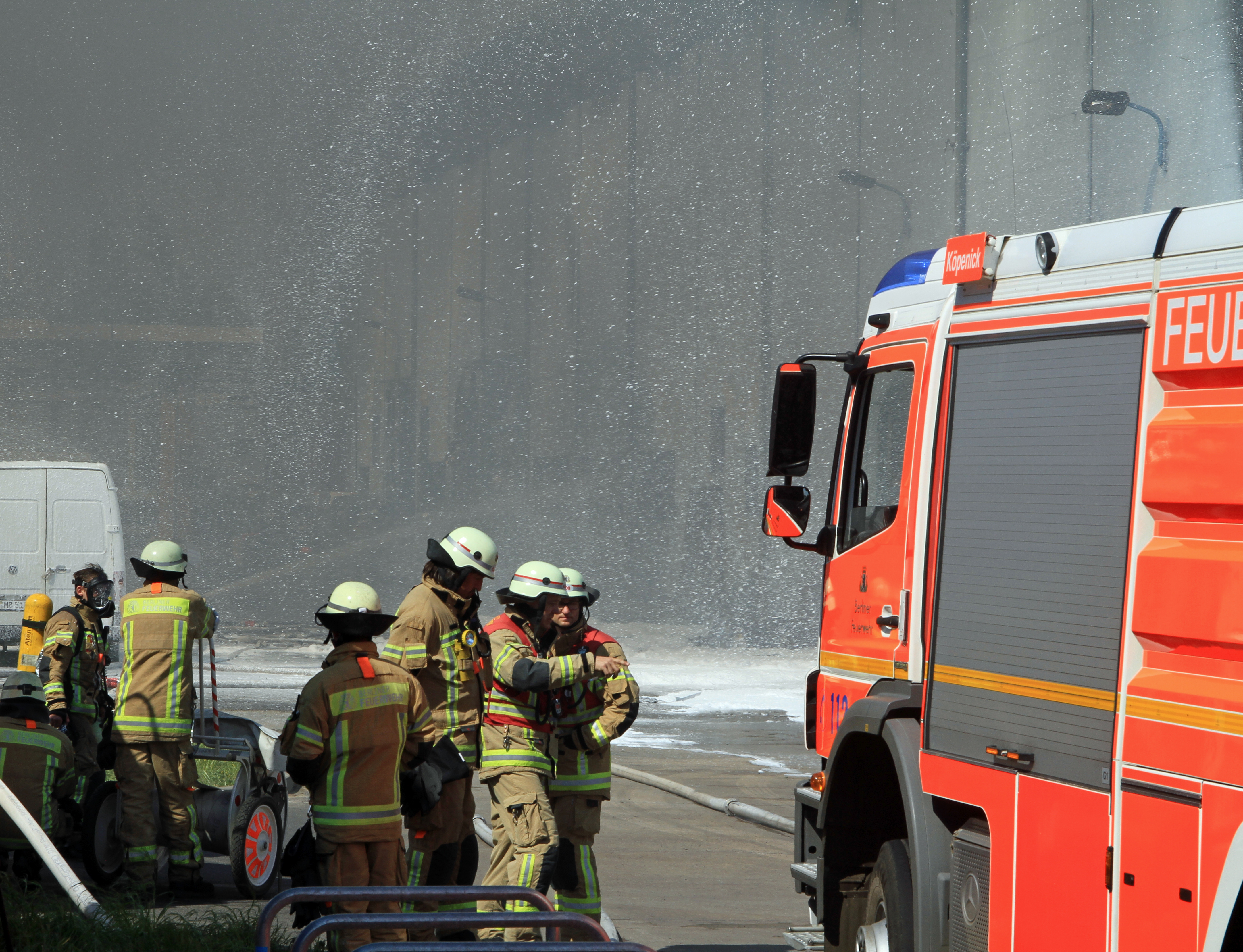
Lính cứu hỏa chữa cháy tại Đồng Xuân ngày 11 tháng 5 năm 2016

Nguyễn Văn Hiền vốn là một người Việt Nam lao động hợp đồng ở Cộng hòa Dân chủ Đức trong thập niên 1980. Sau khi Đức tái thống nhất, cũng như nhiều người lao động khách trên đất Đức, ông mất công ăn việc làm và chuyển sang buôn bán tự do. Ông bắt đầu làm công việc của một chủ giao hàng, năm 1996 ông thuê lại một nhà kho ở Leipzig để làm nơi giao hàng cho người Việt buôn bán quần áo ở Đức với tên gọi Đồng Xuân Markt. Năm 2000, ông thuê thêm mặt bằng khác để xây dựng Đồng Xuân Center.
Khu vực Trung tâm Đồng Xuân hiện nay vốn là một khu vực công nghiệp bị ô nhiễm nặng nề thuộc quyền của một công ty xử lý than đá. Trước khi tiến hành xây dựng Đồng Xuân, khu vực này đã được cải tạo, và đất ô nhiễm đã được dời đi. Khu vực này thuộc sở hữu của chính quyền Đông Đức cho đến năm 2003, ông Hiền có đủ điều kiện mua khu đất này, về sau ông phát triển thành Trung tâm Thương mại Đồng Xuân. Dãy nhà đầu tiên khai trương vào đầu năm 2004.
Chợ Đồng Xuân đã nhiều lần gặp hỏa hoạn. Từ 2016 đến 2021 đã có 24 vụ xảy ra, riêng 2016 đã có 9 vụ và 2019 có 8 vụ. Ngày 11 tháng 5 năm 2016, một cuộc hỏa hoạn xảy ra tại dãy hàng có chứa các hóa chất sơn móng.  Các trụ nước cứu hỏa do lâu ngày không kiểm tra nên không hoạt động. Ngày 4 tháng 7 năm 2019, chợ lại bốc cháy một lần nữa; đây được xem là vụ hỏa hoạn lớn nhất Berlin trong thập niên qua. Không ai bị thương trong vụ này. Các nhà điều tra vụ hỏa hoạn đã không truy tố trách nhiệm với cá nhân nào vì không đủ bằng chứng.
Năm 2017, một khách sạn chính thức khánh thành; một nhà văn hóa với tên gọi Dong Xuan Haus (Nhà Đồng Xuân) cũng được phép xây dựng, để phục vụ tổ chức các sự kiện và cung cấp nơi ở cho khách.
Trung tâm Đồng Xuân đã chịu ảnh hưởng nặng nề do đại dịch COVID-19, nhận ít khách hàng hơn do nhiều người Đức tránh người gốc Á.

## Miêu tả
Được miêu tả là một Hà Nội thu nhỏ, Đồng Xuân có diện tích khoảng 150.000 mét vuông (37 mẫu Anh) có mái che nằm trong một khu vực công thương ở Berlin, được chia ra thành 8 con hẻm dài khoảng 200 mét với các gian hàng chủ yếu của người Việt. Có khoảng 2.000 nhân viên bán hàng và công nhân làm việc tại Đồng Xuân. Tuy do người Việt làm chủ và điều hành, Chợ Đồng Xuân cũng có nhiều người buôn bán từ các nước khác, như Ấn Độ và Pakistan. Với khoảng 4000 người Việt sinh sống ở khu vực và 20.000 người khắp Berlin, Đồng Xuân đã trở thành một điểm đến của những người này, các dịch vụ và hàng hóa trong chợ có giá cả thấp nên đã thu hút nhiều người dân sắc tộc khác và cả người Đức có thu nhập thấp. Hàng ngày có hàng trăm khách hàng đến chợ Đồng Xuân. Chợ cũng trở thành một điểm đến của nhiều du khách đến tham quan Berlin.
Chợ Đồng Xuân được quản lý bởi Dong Xuan GmbH, một công ty trách nhiệm hữu hạn do ông Nguyễn Văn Hiền lãnh đạo.  Công ty này cho các chủ quán thuê các gian hàng, rồi họ thuê nhân viên hàng quán. Trong khi các chủ quán và nhà điều hành công ty chủ là các thành viên lâu năm của cộng đồng người Việt tại Đức, các nhân viên thường là người mới đến.

## Dịch vụ
Hàng hóa tại Đồng Xuân chủ yếu theo hình thức bán buôn chứ không phải bán lẻ; khách hàng đến đây mua rồi bán lại hay dùng trong các nhà hàng khắp thành phố. Ngoài các gian hàng của người Việt còn có gian hàng của các thương nhân từ những nước khác như Ấn Độ, Pakistan, Thổ Nhĩ Kỳ, Ả Rập và Trung Quốc. Hàng hóa tại đây chủ yếu đến từ Trung Quốc. Trong trung tâm có các gian hàng bán quần áo, vật dụng cho tiệm làm móng, văn hóa phẩm, thực phẩm. Tuy nhà hàng không được phép hoạt động tại đây do quy định sử dụng đất, vẫn có nhiều dịch vụ ăn uống hiện hữu. Ngoài ra chợ còn cung cấp các dịch vụ như cắt tóc, mát xa, làm móng, cũng như tư vấn thuế, tư vấn pháp luật, đại lý du lịch, dạy lái xe, và quảng cáo.

## Vai trò
Chợ Đồng Xuân đã trở thành nơi những người mới đến từ Việt Nam có thể tìm việc mà không đòi hỏi kinh nghiệm về cuộc sống ở Đức. Nó trở thành một nơi tạo công ăn việc làm cho những cựu lao động hợp đồng ở Đông Đức. Nó đã trở thành một điểm đến cho người Việt từ khắp châu Âu. Họ đến đây để ăn uống, gặp mặt đồng hương, mua sắm và sử dụng các dịch vụ chuyên nghiệp. Đây cũng là nơi thường xuyên tổ chức các sự kiện chính trị do chính quyền Việt Nam tổ chức hay với sự tham gia của các quan chức từ Việt Nam. Báo chí Việt Nam thường ca ngợi Đồng Xuân như một niềm tự hào và vinh danh ông Hiền. Ngoài ra, chợ còn thu hút du khách không phải là người Việt.
Tuy nhiên, một số người gốc Việt sinh ra và lớn lên tại Đức cảm thấy xấu hổ vì hình ảnh mà Đồng Xuân gợi đến đối với người Đức. Họ cho rằng các nhà hàng vi phạm các quy định vệ sinh, và lo sợ du khách sẽ có cái nhìn xấu về người Việt. Có người thì cho rằng Đồng Xuân đã là một chướng ngại trong sự hội nhập của người Việt trong xã hội Đức. Một vài doanh nhân nhận xét người Việt buôn bán tại đây còn thiếu chuyên nghiệp và không có bài bản.

## Các vấn đề pháp lý
Báo chí Đức đã nêu đến nhiều vụ đụng độ giữa cơ quan quản lý Chợ Đồng Xuân với chính quyền Berlin, dẫn đến một số nghị sĩ kêu gọi điều tra để làm rõ.
Các nhà chức trách Đức cho rằng Chợ Đồng Xuân là một điểm dừng chân trong mạng lưới buôn lậu người từ Việt Nam đến Tây Âu. Theo các nhà điều tra, các tổ chức tội phạm người Việt ở Đức đã đưa các thanh niên và trẻ em Việt Nam vào Đức qua Đông Âu với giá từ 10.000 đến 15.000 euro. Các nạn nhân phải "làm việc" hay "phạm pháp" để trả nợ - các công việc như khuân vác, dọn dẹp quán xá, hay buôn bán thuốc lá lậu. Năm 2018, cảnh sát liên bang đã khám xét chợ trong cuộc đột kích diện rộng vào các mạng lưới buôn lậu người; trước đó họ đã thu thập được nhiều tài liệu cho thấy những kẻ buôn lậu người đã làm hôn nhân giả để đưa người Việt đến Đức. Trong cuộc gặp mặt giữa Đại sứ Việt Nam tại Đức và báo chí Việt Nam, các cáo buộc này được cho là "tin giả từ báo chí Đức" làm tổn hại uy tín chẳng những của Chợ Đồng Xuân mà còn của cả nhà nước Việt Nam.
Công ty sở hữu đã xin phép chính quyền Lichtenberg đổi mục đích sử dụng đất khu vực, vốn là đất công nghiệp, để có thể hợp pháp hóa một số dịch vụ như nhà hàng và cửa hàng bán lẻ, nhưng đã bị từ chối. Dù lý do chính thức được đưa ra là việc này sẽ tăng giá thuê nhà và hội đồng thành phố muốn bảo vệ các công ty và cửa hàng đã có sẵn, một cuộc phỏng vấn với một thành viên hội đồng thành phố cho thấy họ sợ những người nhập cư tập trung vào một chỗ sẽ tạo ra một xã hội biệt lập khác biệt với xã hội dòng chính. Chợ Đồng Xuân đã nhiều lần phải trả tiền phạt vì các hoạt động chưa được cấp phép.
Do các nhân viên làm việc tại Đồng Xuân chủ yếu là người mới đến, thiếu hiểu biết về luật lao động Đức, nhiều người làm việc trong tình trạng bị bóc lột lao động với lương thấp mà giờ làm việc thì cao.
Năm 2020, cảnh sát Berlin đã bất ngờ khám xét Chợ Đồng Xuân về việc kiểm tra tuân thủ các quy định coronavirus và tìm thấy nhiều trường hợp vi phạm về luật chống truyền nhiễm, cũng như luật lao động và nhà ở. Trong 197 người bị khám xét danh tính, có 10 người không có giấy phép nhập cư.

## Hình ảnh

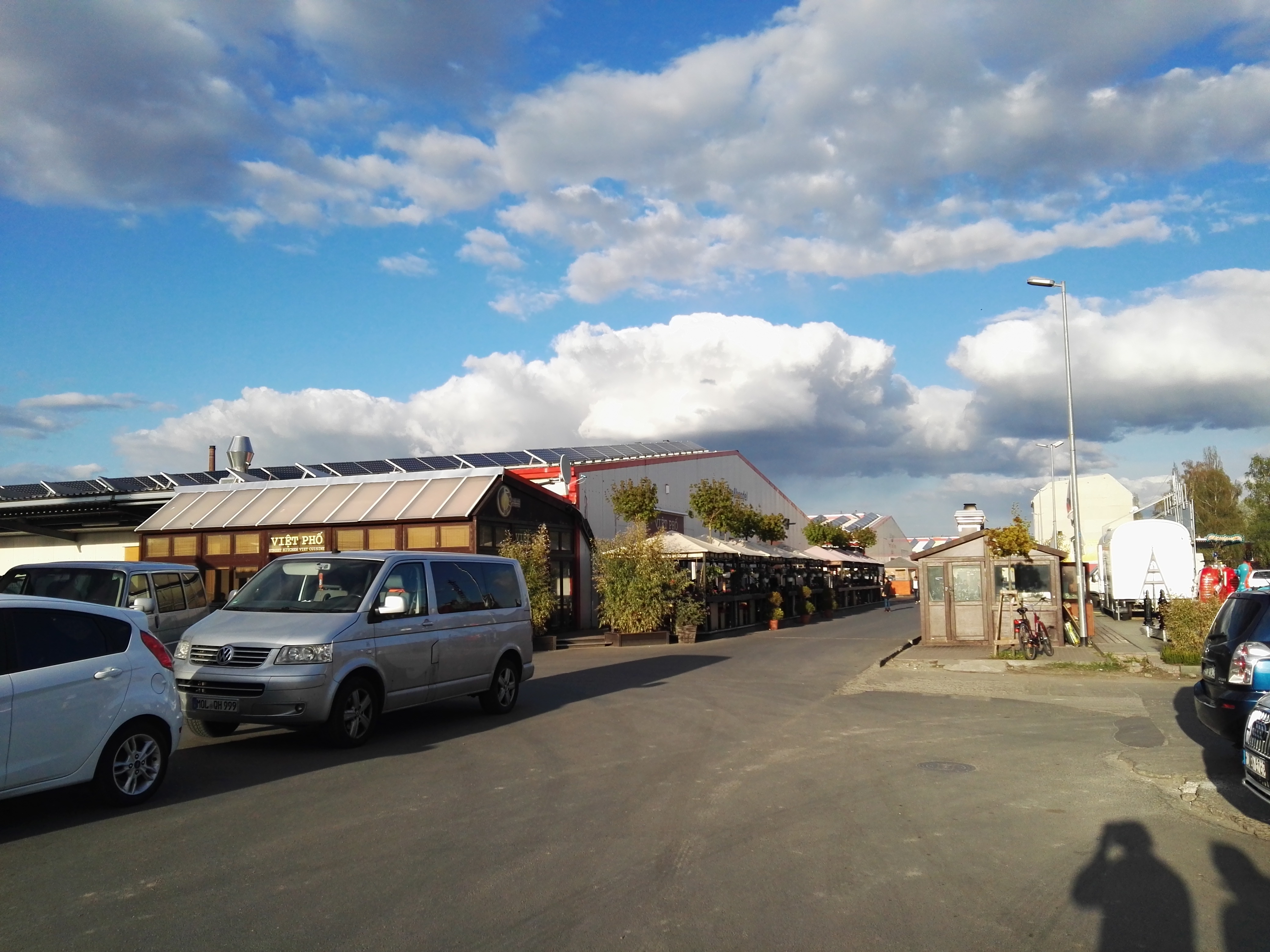
Nhà hàng ở dãy đầu tiên
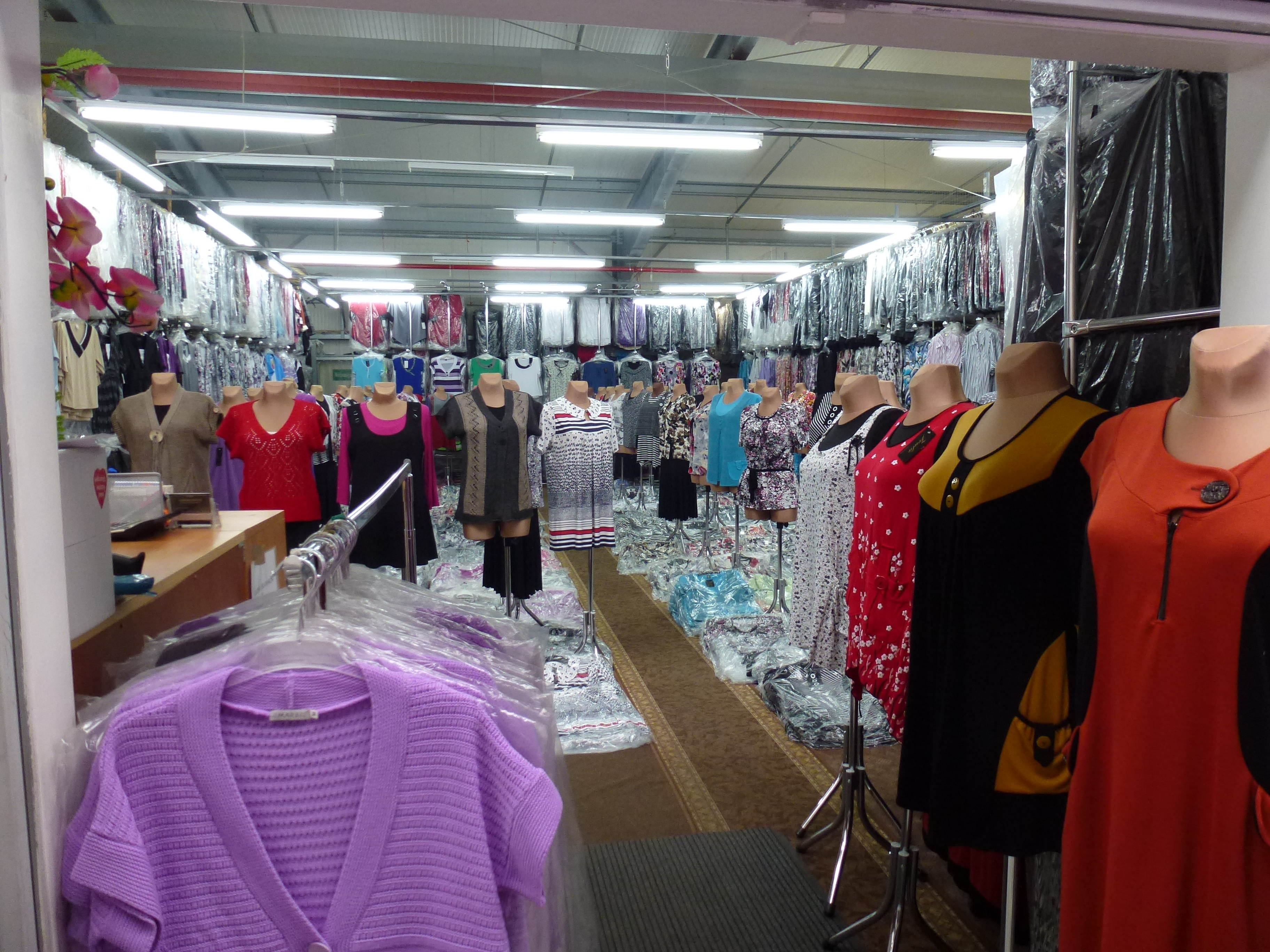
Cửa hàng bán quần áo nữ
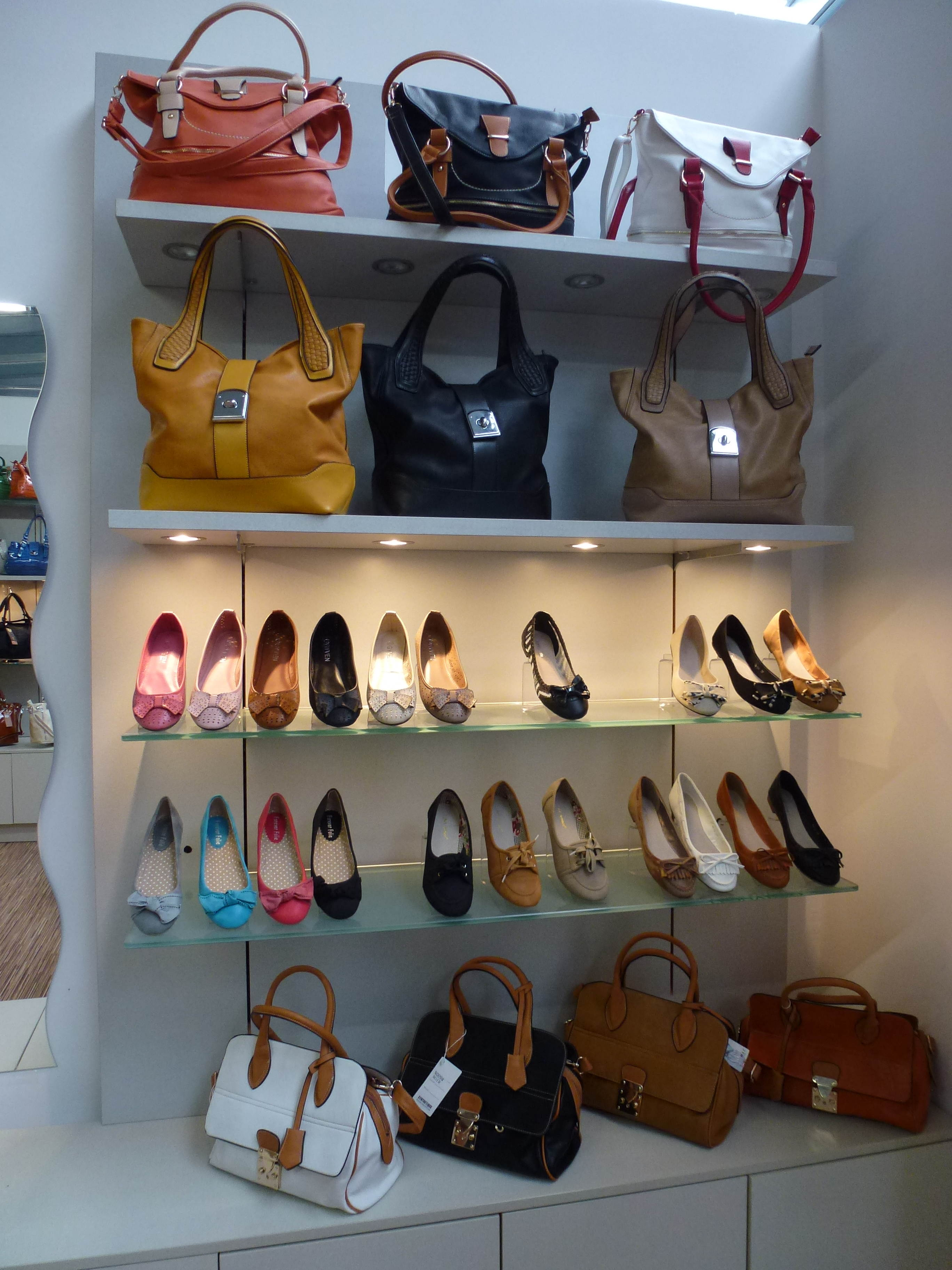
Cửa hàng bán giày dép
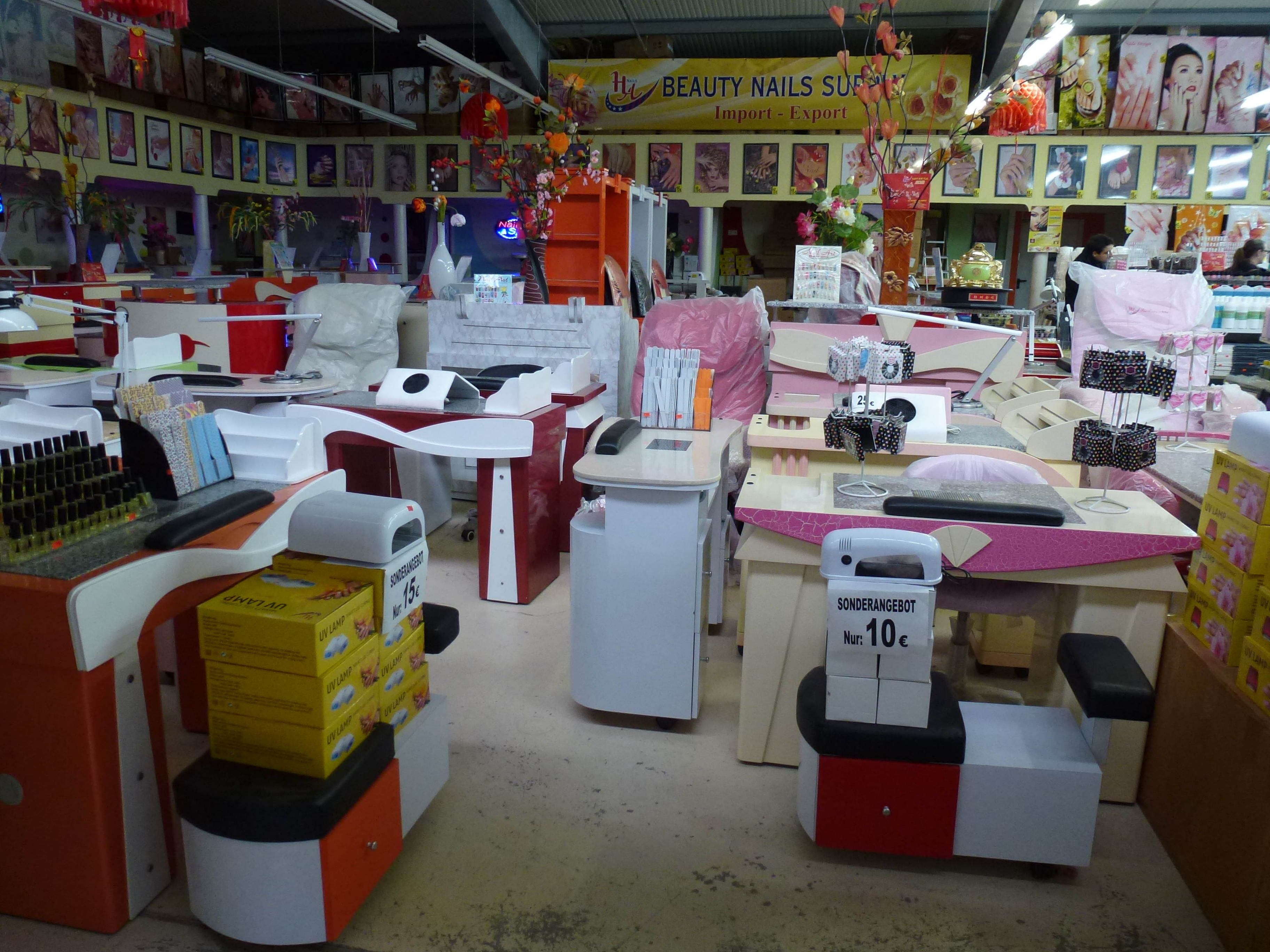
Quầy bán các vật dụng cho tiệm làm móng
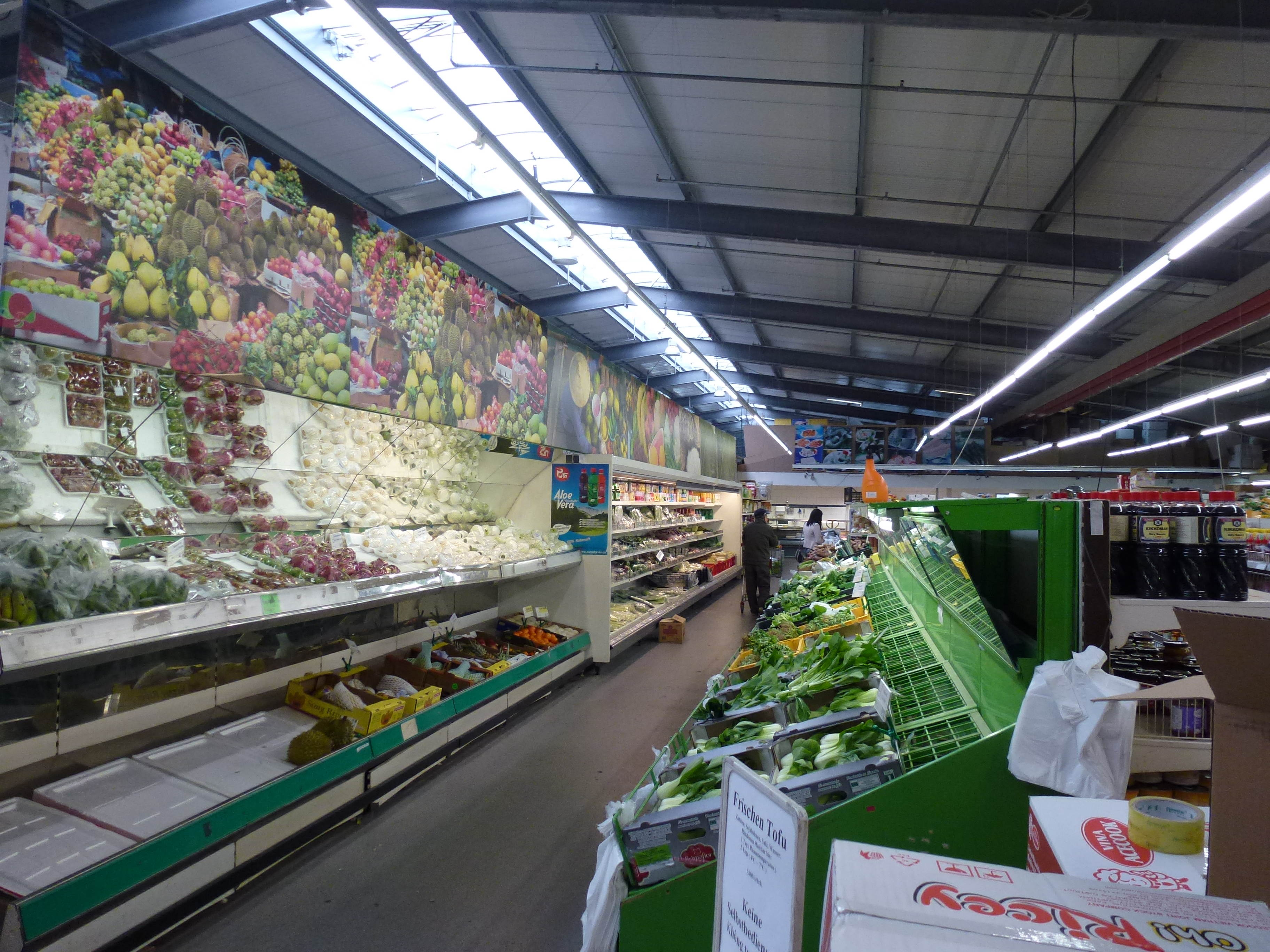
Quầy thực phẩm